# Gaudencio Borbon Rosales

Gaudencio Borbon kardinál Rosales (* 10. srpna 1932, Batangas) je filipínský římskokatolický kněz, bývalý arcibiskup manilský, kardinál.

## Život

### Kněz
Kněžské svěcení přijal 23. března 1958 v Manile, poté působil jako prefekt a rektor nižšího semináře v městě Lipa, kde byl později také profesorem a spirituálem ve vyšším semináři. V letech 1970 až 1975 působil jako duchovní ve své rodné farnosti.

### Biskup
V srpnu 1974 byl jmenován pomocným biskupem v Manile, biskupské svěcení přijal 28. října téhož roku. V této funkci se zabýval především misijní a charitativní činností filipínské katolické církve. V červnu 1982 se stal biskupem-koadjutorem diecéze Malaybalay, od října 1984 se zde stal sídelním biskupem.
V prosinci 1992 ho papež Jan Pavel II. jmenoval arcibiskupem arcidiecéze Lipa, v období 1997 až 1998 zároveň zastával funkci místopředsedy Filipínské biskupské konference. Poté, co dosáhl kanonického věku arcibiskup Manily kardinál Jaime Sin, ho v září 2003 vystřídal na arcibiskupském stolci.

### Kardinál
Do hodnosti kardinála ho jmenoval papež Benedikt XVI. na papežské konzistoři 24. března 2006. Byl oficiálně napomínán z Vatikánu pro svévolné nastavování restriktivních pravidel pro slavení tradiční mše svaté (forma extraordinaria) ve své arcidiecézi. Poté, co dovršil 75 let, podal rezignaci na funkci arcibiskupa Manily, kterou papež přijal 13. října 2011. Jeho nástupcem se stal Luis Antonio Tagle.